# Camille Brandt
Camille Brandt (* 23. Oktober 1884 in La Chaux-de-Fonds; † 4. August 1971 in Neuenburg, reformiert, heimatberechtigt in Le Locle, La Roche und Lavey-Morcles) war ein Schweizer Politiker (SP).

## Biografie
Camille Brandt kam am 23. Oktober 1884 in La Chaux-de-Fonds als Sohn des Uhrmachers und Aktivisten der Ersten Internationalen Numa Brandt und der Anna geborene Zumbrunn zur Welt. Brandt absolvierte die Primarschule sowie das Gymnasium in La Chaux-de-Fonds.
In der Folge war er zwischen 1901 und 1924 als Postbeamter beschäftigt. Camille Brandt war verheiratet mit Alice geborene Stüdi. Er verstarb am 4. August 1971 im Alter von 86 Jahren in Neuenburg.

## Politische Karriere
Camille Brandt war seit 1906 aktives Mitglied der sozialistischen Bewegung. Auf kommunaler Ebene amtierte Brandt ab 1924 in der Stadtregierung von La Chaux-de-Fonds, wo er für die Finanzen, das Schulwesen und das städtische  Arbeitsamt verantwortlich zeichnete. Auf kantonaler Ebene war Camille Brandt zunächst von 1922 bis 1941 im Neuenburger Grossen Rat vertreten, bevor er im November 1941 als erster Sozialdemokrat in den Neuenburger Staatsrat gewählt wurde, dem er bis zu seinem Rücktritt im Jahr 1953 angehörte.
Als Vorsteher der Departements des Innern und der Erziehung engagierte er sich für die Verwirklichung sozialer und kultureller Anliegen.